# Cnemidophorus arenivagus
Espèce
Cnemidophorus arenivagus est une espèce de sauriens de la famille des Teiidae.

## Répartition
Cette espèce est endémique de la péninsule de Paraguaná au Venezuela. Sa présence est incertaine en Colombie.

## Publication originale
- Markezich, Cole & Dessauer, 1997 : The blue and green whiptail lizards (Squamata: Teiidae: Cnemidophorus) of the peninsula de Paraguana, Venezuela: systematics, ecology, descriptions of two new taxa, and relationships to whiptails of the Guianas. American Museum Novitates, n. 3207, p. 1-60 (texte intégral).